# Mickiewicze (stacja kolejowa)
Mickiewicze (biał. Міцкевічы, ros. Мицкевичи) – stacja kolejowa w miejscowości Mickiewicze, w rejonie baranowickim, w obwodzie brzeskim, na Białorusi. Leży na linii Równe – Baranowicze – Wilno.
Stacja istniała przed II wojną światową.